# 수녀원장

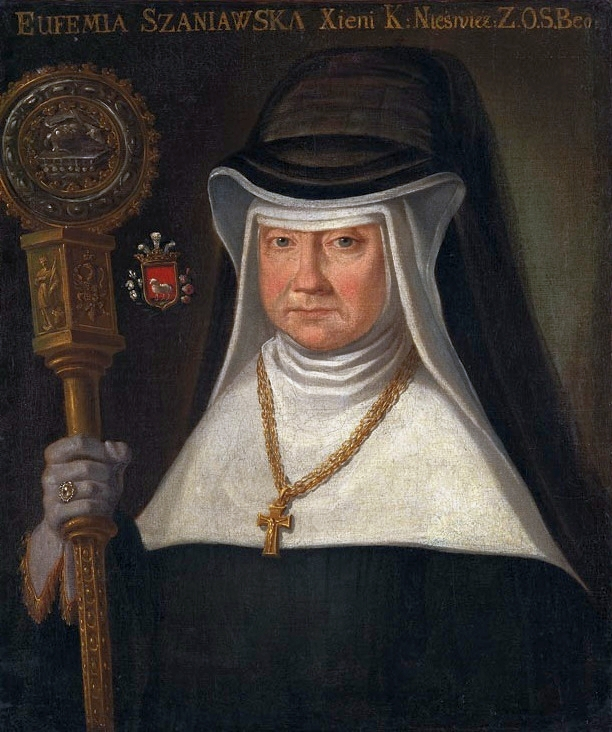

수녀원장(라틴어: abbatissa)은 수도원에 있는 수녀 공동체의 여성 원장이다.

## 설명
로마 가톨릭교회(라틴 교회와 동방 가톨릭교회 모두), 동방정교, 콥트교 및 성공회 수도원에서 수녀원장의 선출 방식, 지위, 권리 및 권위는 일반적으로 수도원장의 것과 일치한다. 적어도 40세 이상이어야 하고 10년 동안 수녀 생활을 해야만 한다. 가톨릭 교회의 연령 요건은 시간이 지남에 따라 30세에서 60세까지 다양해졌다. 수녀로서 10년의 요건은 가톨릭에서 8년에 불과하다. 드물게 자격을 갖춘 비구니가 없는 경우, 장상의 결정에 따라 "올바른 자세"로 30세와 그 중 5세까지 요구 사항을 낮출 수 있다. 사생아로 태어났거나, 처녀가 아니거나, 공손하지 않은 공개 참회를 받았거나, 과부이거나, 시각 장애인이거나 귀머거리인 여성은 일반적으로 성좌의 허가를 받아 그 직책을 맡을 자격이 없다. 이 직책은 선출직이며 그 선택은 공동체에 속한 수녀들의 비밀 투표에 의해 이루어진다. 수도원장과 마찬가지로, 수녀원장은 교황청의 인준을 받은 후, 수도원이 위치한 지역의 주교나 대수도원장이나 적절한 허가를 받은 다른 주교가 공식 축복을 통해 엄숙하게 자신의 직무에 취임한다. 수도원장과 달리 수녀원장은 반지, 수장, 수도원 규칙서 사본만을 받는다. 그녀는 의식의 일부로 주교관을 받지 않는다. 수녀원장은 또한 전통적으로 공직의 상징으로 자신의 옷 외부에 가슴 십자가를 추가한다. 그러나 그녀는 안수를 받지 않았으므로(여성은 안수를 받을 수 없음) 조끼를 입지 않기 때문에 계속해서 변형된 형태의 종교적 복장이나 의복을 입는다. 또는 전례에서 성가대 복장을 사용하십시오. 수녀원장은 이탈리아와 일부 인접 섬을 제외하고 종신 봉사한다.